# Bages, Aude
Bages är en kommun i departementet Aude i regionen Occitanien  i södra Frankrike. Kommunen ligger  i kantonen Narbonne-Sud som ligger i arrondissementet Narbonne. År 2022 hade Bages 750 invånare.

## Befolkningsutveckling
Antalet invånare i kommunen Bages
Referens: INSEE